# Цепкало, Вероника Валерьевна
Вероника Валерьевна Цепкало (бел. Вераніка Валер’еўна Цапкала; род. 7 сентября 1972, Могилёв, Белорусская ССР, СССР) — белорусский IT-менеджер и политическая активистка, супруга и лидер штаба Валерия Цепкало на выборах Президента Республики Беларусь 2020 года, представитель объединённого штаба Светланы Тихановской.

## Биография
Родилась 7 сентября 1972 года в Могилёве. Мать — Евгения Шестерикова, сестра — Наталья Леонюк. Дедушка — Пётр Шестериков — писатель, автор повестей и рассказов, в честь которого названа одна из улиц Могилёва.
В 1998 году окончила факультет международных отношений БГУ по специальности «Международные отношения». В 2004—2006 годах обучалась в Высшей школе управления и бизнеса БГЭУ. В 2008 году проходила обучение в Национальном институте малых и средних предприятий в Хайдерабаде (Индия).
Работает менеджером по развитию бизнеса Microsoft — отвечает за работу в 12 странах СНГ.

## Политическая деятельность
Когда супруг Вероники Цепкало заявил об участии в выборах Президента Республики Беларусь, Вероника сопровождала его в поездках и всячески поддерживала. 14 июля 2020 Валерию было отказано в регистрации в кандидаты в президенты страны. Вскоре после этого произошло объединение штабов альтернативных кандидатов — Светланы Тихановской, Валерия Цепкало и Виктора Бабарико. С момента объединения штабов Вероника представляла команду своего супруга на агитационных пикетах Светланы Тихановской, в то время как Валерий вместе с детьми вынужден был покинуть страну. Кроме того, на протяжении всей кампании Вероника подвергалась давлению со стороны властей: от сбора информации в школе, где учатся дети, до вызова для дачи показаний против Валерия Цепкало сестры Вероники — Натальи Леонюк.
30 июля 2020 во время митинга в Минске в своём выступлении Вероника рассказала о личной трагедии её семьи — фальсификации уголовного дела против её матери, которая на тот момент уже находилась в тяжёлом состоянии.
19 августа 2020 года стало известно, что Цепкало находится в Польше со своим мужем и детьми. Цепкало и ее семья остаются в изгнании в Польше.
Летом 2024 года по делу Форума Демократических Сил Беларуси Вероника Цепкало и ещё четыре человека были заочно приговорены к 12 годам лишения свободы, а также к крупным денежным штрафам.

## Награды
- Премия имени Сахарова (2020).
- Премия имени Мартина Лютера «Бесстрашное слово» (2020)[11]
- Премия имени Льва Копелева (2021)[12].